# Jakovlev Jak-42
Jakovlev Jak-42 (NATO-rapporteringsnavn: "Clobber"), er et sovjetisk, senere russisk, passagerfly med tre turbofanmotorer; pilvinget efterfølger til Jakovlev Jak-40. Flytypen har plads til 120 passagerer. I årene 1979 til 2002 blev der fremstillet 178 eksemplarer af flyet. Flyet havde tekniske problemer i 1980'erne med vibrationer i halesektionen og alle fly af typen fik flyveforbud indtil fejlen var blevet fundet.[kilde mangler]

## Flyselskaber
Flyselskaber som har anvendt Jak-42:
- Aeroflot
- Air Mali
- Armavia
- Centre-Avia
- Dniproavia
- Domodedovo Airlines
- Lithuanian Airlines
- Kuban Airlines
- Sudan Airways
- Tatarstan Airlines

## Ulykker
Et Jak-42-fly var d. 7. september 2011 indblandet i et flystyrt udenfor Jaroslavl i Rusland, da flyet kort efter start ramte en mast og styrtede ned. Ombord var det russiske ishockeyhold Lokomotiv Jaroslavl. 43 af 45 personer døde på stedet. Den ene overlevende, Aleksandr Galimov, døde få dage senere af forbrændinger.

## Eksterne kilder
- Wikimedia Commons har flere filer relateret til Jakovlev Jak-42